# 9309 Platanus
9309 Platanus (1987 SS9) là một tiểu hành tinh vành đai chính được phát hiện ngày 20 tháng 9 năm 1987 bởi E. W. Elst ở Smolyan.